# Eupogonius arizonensis
Eupogonius arizonensis är en skalbaggsart som beskrevs av Knull 1954. Eupogonius arizonensis ingår i släktet Eupogonius och familjen långhorningar. Inga underarter finns listade i Catalogue of Life.